# Adama Traoré (fotbollsspelare född 1996)
Adama Traoré Diarra, född 25 januari 1996 i L'Hospitalet de Llobregat, är en spansk fotbollsspelare som spelar för Fulham.

## Karriär
Den 8 augusti 2018 värvades Traoré av Wolverhampton Wanderers, där han skrev på ett femårskontrakt. Den 29 januari 2022 blev Traoré klar för en återkomst i Barcelona på ett låneavtal över resten av säsongen 2021/2022.
Den 12 augusti 2023 värvades Traoré av Fulham, där han skrev på ett tvåårskontrakt med option på ytterligare ett år.